# Chieko Kawabe
Chieko Kawabe (河辺千恵子) (Tóquio, 24 de fevereiro de 1987) é uma cantora pop, atriz, modelo e radialista japonesa.
Começou a carreira, aos 12 anos, interpretando Ami Mizuno/Sailor Mercury no musical “Sailor Moon” por vários meses até a edição de 10° Aniversário da peça. Logo depois, retornou para “Sailor Moon”, interpretando Naru Osaka, em 2003 e 2004, na série em live action “Pretty Guardian Sailor Moon”. Ela é muito reconhecida pelas músicas dos Animes Ouran High School Host Club e Elfen Lied.

## Músicas
Ela já fez músicas para animes como Elfen Lied. Estas são as músicas que ela compôs até o momento.
Be Your Girl;
Brilliance;
Cry Baby;
Candy Baby;
Hidamari;
Hoshi Ni Negai;
Hoshi Ni Negai Wo;
I Can't Wait;
Kizuna Iro;
Leave Me Alone;
Lilium;
Little Wing,Mermaid;
Mermaid;
Over;
Pink! Pink! Pink;
Quiet Riot;
Sakura Kiss;
Shining!;
Shimau Ma No Yoru;